# Maria Elena Boschi
Maria Elena Boschi (Montevarchi, 24 gennaio 1981) è una politica italiana, capogruppo di Italia Viva alla Camera dei deputati dal 24 settembre 2019, già ministro nel governo Renzi e sottosegretaria di Stato alla Presidenza del Consiglio dei ministri nel governo Gentiloni.

## Biografia
Nata a Montevarchi, è cresciuta a Laterina, in provincia di Arezzo, dove la sua famiglia risiede da generazioni. Il padre Pierluigi, imprenditore agricolo e dirigente provinciale della Coldiretti è stato consigliere della Camera di Commercio di Arezzo, presidente della locale Confcooperative (2004-2010), consigliere di amministrazione di Banca Etruria (2011-2015) e dal 2014 anche vicepresidente. La madre Stefania Agresti, dirigente scolastica, è stata consigliere comunale e vicesindaca di Laterina, e candidata non eletta alle elezioni regionali in Toscana del 2010 per il Partito Democratico.
Di educazione cattolica, Maria Elena Boschi ha conseguito la maturità classica al liceo Francesco Petrarca di Arezzo nel 2000 con 100/100. Si è laureata con votazione 110/110 e lode in giurisprudenza all'Università degli Studi di Firenze; è stata poi cultore della materia presso la cattedra di diritto commerciale della facoltà di giurisprudenza della stessa università. Ha inoltre conseguito un master in diritto societario.
Dal 2009 esercita la professione di avvocato. Ha lavorato come avvocata civilista specializzata in diritto societario e dell'impresa, diritto delle società quotate e diritto bancario presso lo studio legale di Umberto Tombari a Firenze. È stata membro della commissione esaminatrice di diritto civile della Scuola di specializzazione per le professioni legali di Firenze. È stata inoltre membro del consiglio di amministrazione di Publiacqua, società partecipata incaricata della gestione idrica per tutta la provincia di Firenze, dal 2009 al 4 giugno 2013 (data in cui, a seguito della sua elezione a deputata, ha rassegnato le dimissioni).
Nel 2019 ricomincia la carriera universitaria presso la cattedra Jean Monnet dell'Università Europea di Roma con un ciclo di seminari sul ruolo femminile nelle amministrazioni pubbliche, nell'attività d'impresa e nei processi d'innovazione.

## Carriera politica

### Gli inizi
Esordisce in politica nel 2008, alle primarie del centro-sinistra per scegliere il candidato sindaco di Firenze alle elezioni amministrative del 2009, dove è portavoce dei comitati a sostegno della candidatura a sindaco di Michele Ventura, esponente dell'area dalemiana del Partito Democratico, contro il giovane presidente della Provincia di Firenze Matteo Renzi. È stata membro della direzione cittadina del Partito Democratico di Firenze.

#### Rapporto Renzi-Boschi
Dopo la vittoria di Renzi alle primarie e diventando il candidato sindaco, Boschi viene presentata a lui tramite Francesco Bonifazi, dal che inizia un rapporto che nel corso degli anni diventerà sempre più solido. Infatti parteciperà a numerose edizioni della Leopolda (organizzate da Renzi), di cui sarà prima conduttrice e in seguito organizzatrice, aderisce fin da subito alla corrente dei "rottamatori" guidata da Renzi.
Consigliera giuridica di Renzi, è stata, insieme con Simona Bonafè e Sara Biagiotti, una delle tre coordinatrici della campagna elettorale di Matteo Renzi per le primarie della coalizione di centrosinistra "Italia. Bene Comune" del 2012. Alle elezioni politiche del 2013 viene candidata ed eletta alla Camera dei deputati nella Circoscrizione Toscana. Successivamente diventa membro e Segretaria della I Commissione Affari Costituzionali, della Presidenza del Consiglio e Interni della Camera dei deputati.
Il 9 dicembre 2013, in seguito alla vittoria di Renzi alle elezioni primarie del Partito Democratico del 2013, entra a far parte della Segreteria Nazionale del Partito Democratico con il ruolo di Responsabile delle Riforme Istituzionali. Il 21 febbraio 2014, a seguito alla caduta del Governo Letta, è nominata ministro senza portafoglio per le riforme costituzionali e per i rapporti con il Parlamento nel governo Renzi. Il giorno seguente presta giuramento nelle mani del Presidente della Repubblica Giorgio Napolitano.

### Ministro per le riforme costituzionali e per i rapporti con il Parlamento
Dal 22 febbraio 2014 è ministro per le riforme costituzionali e per i rapporti con il Parlamento con delega all'attuazione del programma del governo Renzi e il 10 maggio 2016 le vengono conferite le deleghe in materia di pari opportunità, precedentemente assunte da Giovanna Martelli, e quelle in materia di adozioni internazionali.

#### Riforma Renzi-Boschi
Come responsabile alle riforme, nei primi sei mesi di governo ha intavolato assieme al Presidente del Consiglio dei ministri Matteo Renzi una serie di incontri tra le varie forze politiche. Questi incontri hanno prodotto una proposta di modifica costituzionale contenente la riforma del Senato e la fine del bicameralismo perfetto. Dopo varie modifiche apportate al testo iniziale e superato l'esame della commissione Affari Costituzionali, la legge, i cui relatori sono la senatrice Anna Finocchiaro e il senatore leghista Roberto Calderoli, nel mese di luglio ha cominciato l'iter di votazioni in Senato. Il testo è stato approvato dal Senato il giorno 8 agosto 2014 ed è stato inviato alla Camera dei deputati.

Il 4 maggio 2015 viene approvata alla Camera la riforma della legge elettorale denominata Italicum. Il 13 ottobre il Senato approva in prima deliberazione la cosiddetta riforma costituzionale Renzi-Boschi, che è tornata quindi alla Camera, che l'ha approvata l'11 gennaio 2016 e in via definitiva tre mesi dopo. In vista del referendum costituzionale per l'approvazione ultima della riforma, viene nominata da Renzi organizzatrice dei "Comitati del Sì", a favore della riforma. La riforma viene respinta col 59,12% di voti al referendum costituzionale del 4 dicembre 2016.

### Sottosegretaria alla Presidenza del Consiglio dei ministri
Il 12 dicembre 2016 diventa Sottosegretaria di Stato alla presidenza del Consiglio dei ministri con funzioni di segretario del Consiglio dei Ministri nel governo Gentiloni, diventando la prima donna ad aver mai ricoperto l'incarico. La sua nomina genera numerose polemiche, a causa delle sue precedenti dichiarazioni riguardo all'abbandono delle cariche politiche in caso di vittoria del "No" al referendum costituzionale. Le sono inoltre delegate le competenze in materia di attuazione e aggiornamento del programma di Governo, pari opportunità e Autorità amministrative indipendenti. Rieletta deputata alle elezioni politiche del 4 marzo 2018 nelle file del PD al collegio uninominale Trentino-Alto Adige - 01 (Bolzano) con il 41,23% dei voti davanti a Michaela Biancofiore del centrodestra (25%) e a Filomena Nuzzo del Movimento 5 Stelle (20,55%), resta in carica come sottosegretaria per il disbrigo degli affari correnti fino al 1º giugno 2018.

### L'uscita dal PD e l'adesione a Italia Viva
Il 17 settembre 2019, Maria Elena Boschi lascia il PD e aderisce ad Italia Viva, partito centrista fondato da Renzi, di cui diventa capogruppo alla Camera dei deputati.
Alle elezioni politiche del 2022 viene ricandidata nella lista Azione - Italia Viva - Calenda come capolista in tre collegi plurinominali del Lazio e in quello della Calabria, risultando eletta nel collegio Lazio - 03.

## Controversie

### Caso di Banca Etruria
Il 18 dicembre 2015 la Camera respinge (con 129 sì e 373 no) una mozione di sfiducia presentata dal Movimento 5 Stelle a seguito del cosiddetto decreto "salva banche" emanato nel novembre 2015. Tra le quattro banche messe in liquidazione attraverso il decreto figura infatti Banca Etruria, di cui il padre di Boschi era vicepresidente al momento del commissariamento nel febbraio del 2015, mentre il fratello fino al marzo 2015 è stato responsabile "cost management".
L'Antitrust, sollecitata a pronunciarsi sulla vicenda, ha rilevato che «non sussiste alcuna circostanza in base alla quale il ministro abbia partecipato all'adozione di alcun atto con danno dell'interesse pubblico».
Il 20 agosto 2020 l'accusa di bancarotta semplice per il padre di Boschi in merito alla buonuscita di 700 000 euro pagata all'ex direttore generale della banca è archiviata e la condotta giudicata "penalmente irrilevante" dal giudice. In passato era già stata archiviata l'accusa più pesante, quella di bancarotta fraudolenta, mentre il padre di Boschi e altri membri del C.d.A. erano stati multati per 144 000 euro dalla Banca d'Italia per inesatte e omesse segnalazioni all'autorità di vigilanza, decisione confermata dalla Corte di Cassazione. Il 15 giugno 2022 si conclude con l'assoluzione di tutti gli imputati, tra cui il padre di Boschi, un altro filone delle indagini, quello sulle "consulenze d'oro", il presunto pagamento per studiare la fusione della banca con altri istituti di credito.

### Caso del petrolio in Basilicata
Il 31 marzo 2016 viene resa nota l'inchiesta della Procura di Potenza sullo smaltimento dei rifiuti nel centro oli di Viggiano, legato alle estrazioni petrolifere in Val d'Agri, Basilicata. Nell'inchiesta è coinvolto Gianluca Gemelli, compagno di Federica Guidi, ministro dello sviluppo economico (dimessasi dopo l'esplosione dello scandalo). Dagli atti dell'inchiesta emerge un'intercettazione telefonica in cui il nome della ministra Boschi viene citato da Federica Guidi. Quest'ultima rassicura il compagno sul fatto che Boschi sarebbe d'accordo con la proposizione di un emendamento sollecitato dallo stesso Gemelli.

### Inchiesta Open
Il 7 novembre 2020 viene iscritta nel registro degli indagati presso la Procura di Firenze con l'accusa di finanziamento illecito continuato attraverso la Fondazione Open insieme a Matteo Renzi, Luca Lotti, l'avvocato Alberto Bianchi e l'imprenditore Marco Carrai, tutti membri del cosiddetto "Giglio Magico" renziano. A loro viene contestato il finanziamento illecito continuato «perché in concorso tra loro, in esecuzione di un medesimo disegno criminoso (…) Bianchi, Carrai, Lotti e Boschi in quanto membri del consiglio direttivo della Fondazione Open riferibile a Renzi Matteo (e da lui diretta), articolazione politico-organizzativa del Partito democratico (corrente renziana), ricevevano in violazione della normativa citata i seguenti contributi di denaro che i finanziatori consegnavano alla Fondazione Open: circa 670.000 euro nel 2012, 700.000 nel 2013, 1,1 milioni nel 2014, 450.000 nel 2015, 2,1 milioni nel 2016, 1 milione nel 2017 e 1,1 milioni nel 2018».
Il 9 febbraio 2022 la Procura di Firenze chiede il rinvio a giudizio di Maria Elena Boschi e altre dieci persone per l'inchiesta sulle presunte irregolarità nei finanziamenti alla Fondazione Open.
Nel dicembre 2024 Boschi viene prosciolta dal GUP unitamente agli altri imputati.

## Vita privata
Dall'inizio del 2020 ha una relazione con l'attore Giulio Berruti.

## Opere
- Con Luviso Elena e Marinucci Elena, Donne in gioco 2.0 e legalità. Con app, Roma, Gangemi, 2018, ISBN 978-88-492-3595-1

### Prefazioni
- AA.VV., Perché Sì. Le ragioni della Riforma Costituzionale, Bari, Editori Laterza, 2016
- Edoardo Fanucci e Giorgio Scrofani, Voci fuori dal coro da un'estate di crisi, Rubbettino Editore, 2020